# Rasmus Seebach
Rasmus Seebach (28 de març del 1980) és un cantant danès de Música pop. El pare de Rasmus fou també un cantant popular en Dinamarca i fe sus primeres passes en solo en 2009.

## Discografia
- 2009: Rasmus Seebach (àlbum)
- 2011: Mer' end Kærlighed (àlbum)